# Pagrus africanus
Espèce
Statut de conservation UICN

 LC  : Préoccupation mineure
Pagrus africanus est une espèce de poissons marins de la famille des Sparidés, également appelée pagre commun ou pagre des tropiques.